# Галенск
Галенск — село в Стародубском муниципальном округе Брянской области.

## География
Находится в южной части Брянской области на расстоянии приблизительно 18 км на северо-восток от районного центра города Стародуб.

## История
Упоминалось со второй половины XVII века как владение стародубского магистрата. Церковь Флора и Лавра упоминалась с 1712, не сохранилась). В XVII—XVIII веках входило в 1-ю полковую сотню Стародубского полка. В 1859 году здесь (село Стародубского уезда Черниговской губернии) было учтено 67 дворов, в 1892—117. В середине XX века работал колхоз «Наш путь». До 2019 года входило в состав Гарцевского сельского поселения Стародубского района, с 2019 по 2020 в Меленское сельское поселение до его упразднения.

## Население
Численность населения: 514 человек (1859 год), 744 (1892), 144 человека в 2002 году (русские 100 %), 66 в 2010.